# Media Studio
Media Studio (zwane też Wu Wu Studio) – warszawskie studio nagraniowe specjalizujące się w nagraniach grupy Voo Voo i jego członków ale również wielu innych muzyków i grup muzycznych. Głównym realizatorem studia jest Piotr „Dziki” Chancewicz.
Produkcje muzyczne w studio zrealizowały takie grupy muzyczne i wykonawcy jak: Dezerter, Dzieci z Brodą, Fisz, Out of Tune, Pan Yapa, Maria Peszek, Voo Voo, Wojciech Waglewski i Zakopower